# COG1
COG1‏ (Component of oligomeric golgi complex 1) هوَ بروتين يُشَفر بواسطة جين COG1 في الإنسان.